# Козьма Индикоплов

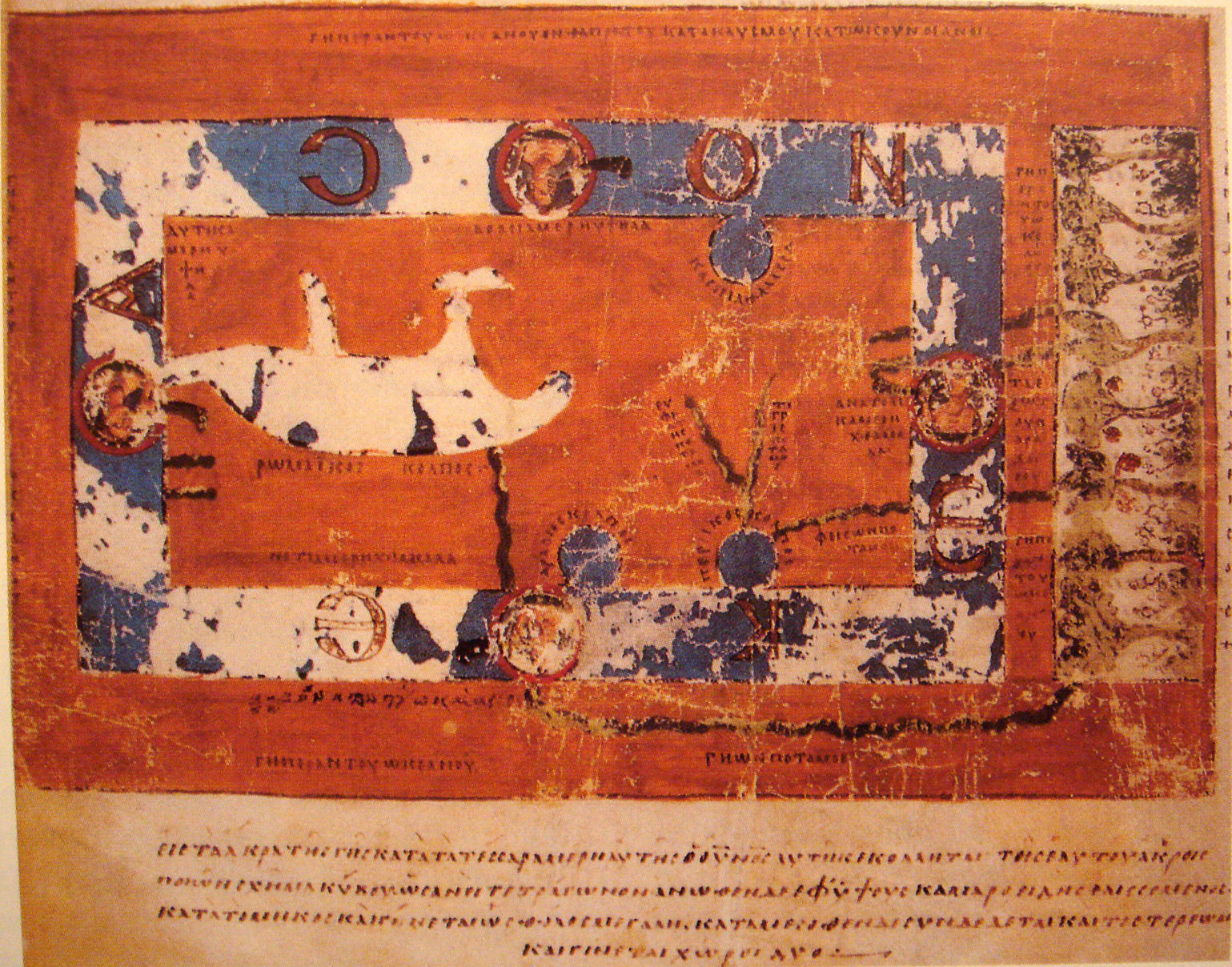
Картина мира по Козьме Индикоплову

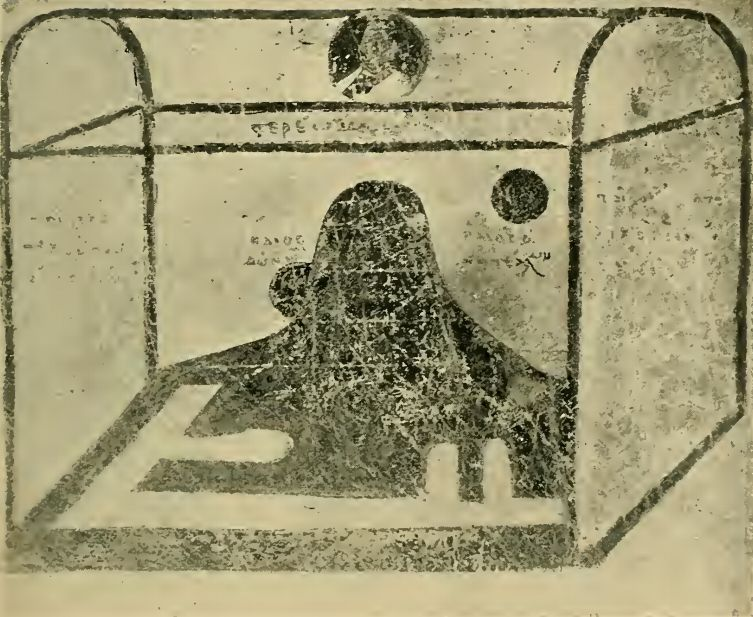
Теоретическая модель Вселенной.

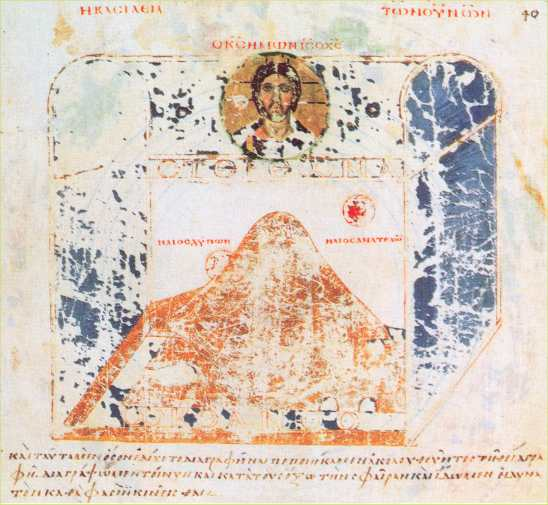
Из «Христианской топографии»

Козьма́ Индикопло́в (греч. Κόσμας Ἰνδικοπλεύστης — Козьма, плававший в Индию), или Косьма́ Индикопло́в или Косма́ Индикопло́в, или Козьма́ Индикопле́вст — византийский купец, написал между 535 и 547 годом дошедший до нас богословско-космографический трактат «Христианская топография», отвергавший систему Птолемея и отрицающий шарообразность Земли. Его книга написана под влиянием несторианства и позже была особенно популярна на христианском Востоке (православном мире).
В «Христианской топографии» изобразил устройство Земли в виде плоского более продолговатого с запада на восток прямоугольника, в середине которого находится земная твердь, омываемая океаном. Солнце вечером скрывается за конусообразной горой на севере, ночью оно двигается за ней к востоку, чтобы утром взойти вновь. Вверху над небесной твердью в форме двойной арки расположен Рай, где берут начало все крупнейшие реки. Мир по форме напоминает ларец или сундук.

## Биография
О жизни самого Козьмы известно очень мало. Родом он был из Александрии, и для своего времени был очень образованным человеком. Кроме Индии, в качестве купца побывал на территории современных Эфиопии (Аксумское царство), Ирана, Аравии и на острове Тапробана (Цейлон). Встречался с императором Юстинианом I.
Закончив «Христианскую топографию», вступил в один из монастырей на Синае. Его труды — уникальные источники раннего Средневековья, дошедшие до нашего времени в более или менее полном объёме.
Согласно мнению, ставшему господствующим после работ де Монфокона и де Лакроза, Козьма был несторианином. В подтверждение этому приводятся собственные слова Козьмы, называющего себя учеником известных последователей Нестория — Мар Абы (принявшего греческое имя Патрикий), Диодора Тарсийского и Феодора Мопсуестийского и другом несторианского богослова Фомы Эдесского. Рассуждая о Христе и воплощении, Козьма употребляет несторианские формулировки. Косвенным подтверждением также является одобрение им распространения христианства на Восток и непричисление несторианства к ересям. Польская исследовательница В. Вольская-Конюс полагает, что взгляды Козьмы весьма далеки от более раннего персидского несторианства и слабоотличимы от константинопольской версии православия.
На Руси переводы его «Христианской топографии» появились не позже XIV века.